# Stralsunds porslinsfabrik

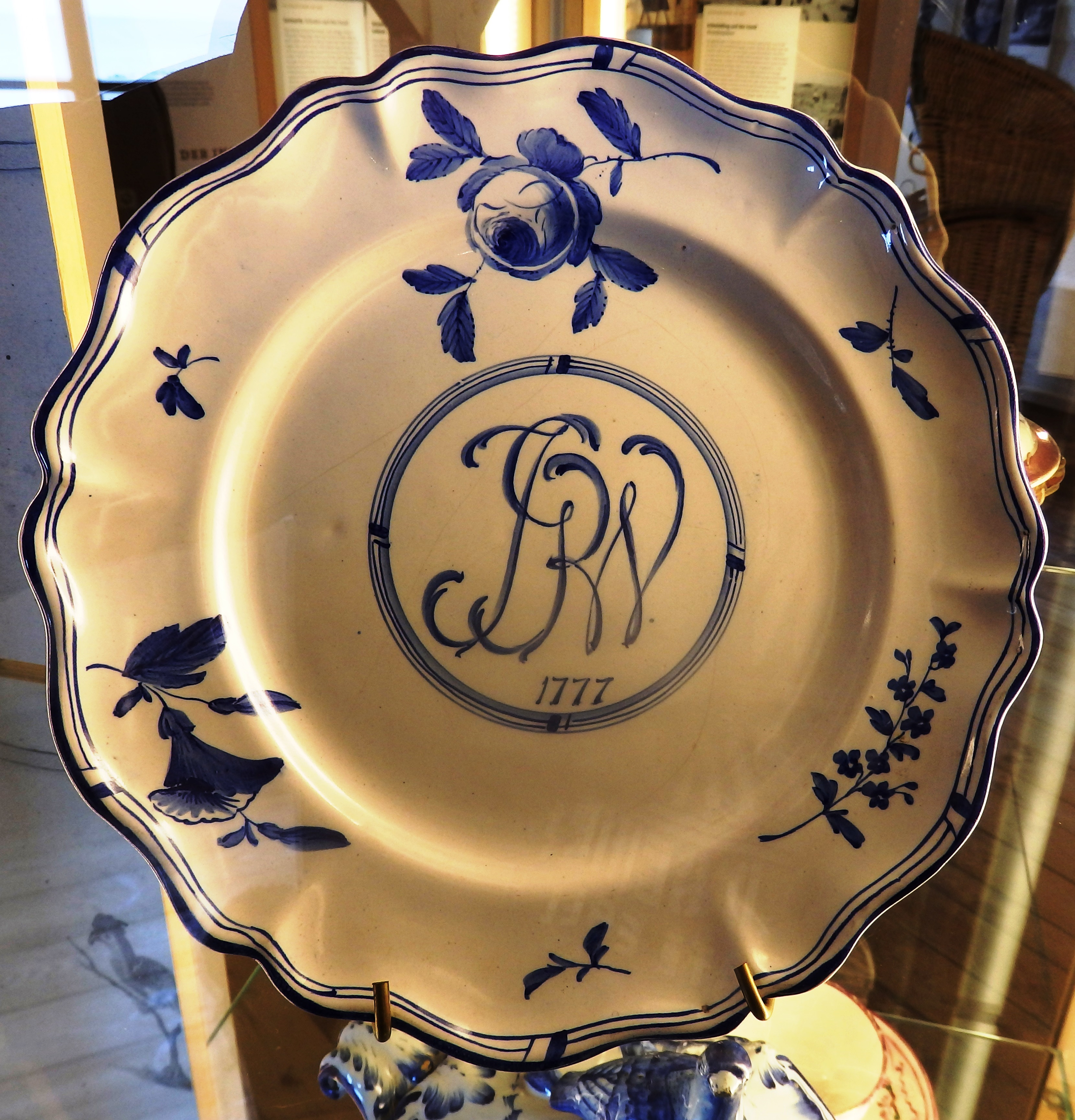
En tallrik från Stralsunds porslinsfabrik

Stralsunds porslinsfabrik eller Stralsunds fajansfabrik var en fajansfabrik i Stralsund, Svenska Pommern (nuvarande Tyskland), i drift 1757-1790.
År 1754 hade handelsmannen och bankiren Joachim Ulrich Giese inköpt ön Hiddensee och där påträffat lämplig lera för fajanstillverkning. År 1755 inköpte han en egendom i staden Stralsund och fick medgivande från stadens råd att anlägga en fajansfabrik. År 1756 kom man igång med sin produktion och redan 1757 hade man nått full kapacitet. Sjuårskriget 1756-1763 gjorde dock att fabriken fick svårt att få lönsamhet. Under en affärsresa till Stockholm hade Giese lärt känna Johan Ehrenreich, som efter att ha blivit avskedad från Marieberg sökte en ny fabrik att driva. 11 augusti 1766 slöts ett kontrakt mellan Giese och Ehrenreich, där Ehrenreich på 10 år arrenderade fabriken i Stralsund med rätt till inköp av fabriken.
Ehrenreich anlände till fabriken senvåren 1767, med sig hade han ett antal arbetare från Marieberg med familjer, sammanlagt strax över hundra personer. Sedan han 1768 köpt fabriken började han genast förbättra den, förnya verkstäderna, anlägga en glasyrkvarn, ugnar och lerkross. Byggnationen kostade pengar, och Ehrenreich drog snabbt på sig stora skulder, som bara ökade. Man hade inte möjlighet att avsätta produkterna i samma hastighet som produktionen ökade.
För att få ut kontanter gjorde han två resor till Danzig. Den första ägde rum 1769, men Ehrenreich hade otur, kom för sent till en marknad, fick betala en hög införseltull och kunde inte få in tillräckligt med pengar. År 1770 företog han en ny försäljningsresa till Danzig, men valde sedan att aldrig återvända. 12 december 1770 skedde dessutom en explosion i ett kruttorn i Stralsund som skadade fabriken.
Produktionen upphörde dock inte med detta. År 1772 var fabriken så pass uppbyggd att produktionen kunde återupptas, med Giese som ägare. Som ny ledare för fabriken utsågs Adam Philip Carl som tidigare varit modellör här. Efter Gieses död 1780 blev Carl även ägare till fabriken. År 1790 var det sista tillverkningsåret, därefter fortsatte man under några år att sälja ut restlagret från fabrikens produktion.

### Fotnoter
1. ↑  ”Stralsunds fajansfabrik”. Kulturen, Lund. Arkiverad från originalet den 12 augusti 2018. https://web.archive.org/web/20180812181442/http://carl.kulturen.com/web/object/106898. Läst 12 augusti 2018.